# Harrison Chad
Harrison Chad (Plainview, 17 luglio 1992) è un attore e doppiatore statunitense.

## Biografia
Harrison Chad ha cominciato a recitare professionalmente all'età di sei anni, quando fece il suo debutto a Broadway con il musical La bella e la bestia, in cui interpretava il piccolo Chip. L'anno successivo tornò a Broadway per interpretare Gavroche in Les Misérables, mentre nel 1991 fu Michael Darling in Peter Pan al Gershwin Theatre. Nel 2004 tornò un'ultima volta a Broadway per recitare in Caroline, or Change, mentre l'anno successivo fece il suo debutto al Kennedy Center di Washington, in cui recitò nel musical Mame accanto a Christine Baranski.
Chad è noto soprattutto come doppiatore. Tra il 2000 e il 2007 ha dato la voce alla scimmietta Boots nelle prime quattro stagioni di Dora l'esploratrice, ricevendo anche una candidatura al Young Artist Award. Nel 2005 ha prestato la voce a Cardigan in La grande avventura di Wilbur - La tela di Carlotta 2, mentre nel 2005 ha doppiato il giovane Tarzan nel film Tarzan 2. Oltre all'attività teatrale e al doppiaggio, Chad ha recitato anche in diverse serie TV, tra cui Ed, Smash, Blue Bloods, Divorce e Murphy Brown. 
Nel 2014 si è laureato all'Università Brown.

## Filmografia parziale

### Televisione
- Ed - serie TV, 1 episodio (2002)
- Così gira il mondo - serie TV, 1 episodio (2003)
- Smash - serie TV, 1 episodio (2012)
- Blue Bloods - serie TV, 1 episodio (2017)
- Saturday Night Live - serie TV, 1 episodio (2018)
- Divorce - serie TV, 1 episodio (2018)
- Murphy Brown - serie TV, 1 episodio (2018)

### Doppiaggio
- Dora l'esploratrice - serie TV, 101 episodi (2000-2007)
- La grande avventura di Wilbur - La tela di Carlotta 2 (Charlotte's Web 2: Wilbur's Great Adventure), regia di Mario Piluso (2003)
- Tarzan 2, regia di Brian Smith (2005)
- Vai Diego - serie TV, 2 episodi (2005)
- SamSam il cosmoeroe - serie TV, 42 episodi (2007-2009)
- Little Einsteins - serie TV, 35 episodi (2007-2009)

## Doppiatori italiani
- Alex Polidori in Tarzan 2
- Monica Ward in Dora l'esploratrice